# Mario Carloni
Pour les articles homonymes, voir Carloni.
Mario Carloni, né à Naples le 27 décembre 1894 et décédé à Rome le 30 janvier 1962, est un général italien qui a combattu pendant la Première et la Seconde Guerre mondiale.

## Historique
Il commence sa carrière en 1912 en rejoignant le 5e régiment de bersagliers à Senigallia. En 1940, il atteint le grade de colonel.
Pendant la Seconde Guerre mondiale, il combat en Grèce, en URSS et dans la campagne d'Italie. Son fils Bruno meurt sur le front de l'Est en 1942. Après l'armistice italien de 1943, après un bref passage en prison par les Allemands, il rejoint la République sociale italienne de Mussolini et est nommé commandant de la 4e division alpine Monte Rosa. En décembre 1944, il dirige les troupes allemandes et italiennes de la RSI dans la bataille de Garfagnana en battant la 92e division américaine « Buffalo ». Le 1er mars 1945, il est promu au grade de général de division et affecté à la 1re division Italia. Le 29 avril, il se rend au corps expéditionnaire brésilien après la bataille de Collecchio.
En 1946, il est poursuivi par l'armée américaine pour le meurtre du lieutenant Alfred Lyth, un pilote américain tué par des soldats de la division Monterosa après sa capture, et rétrogradé au grade de colonel,.